# René Froger

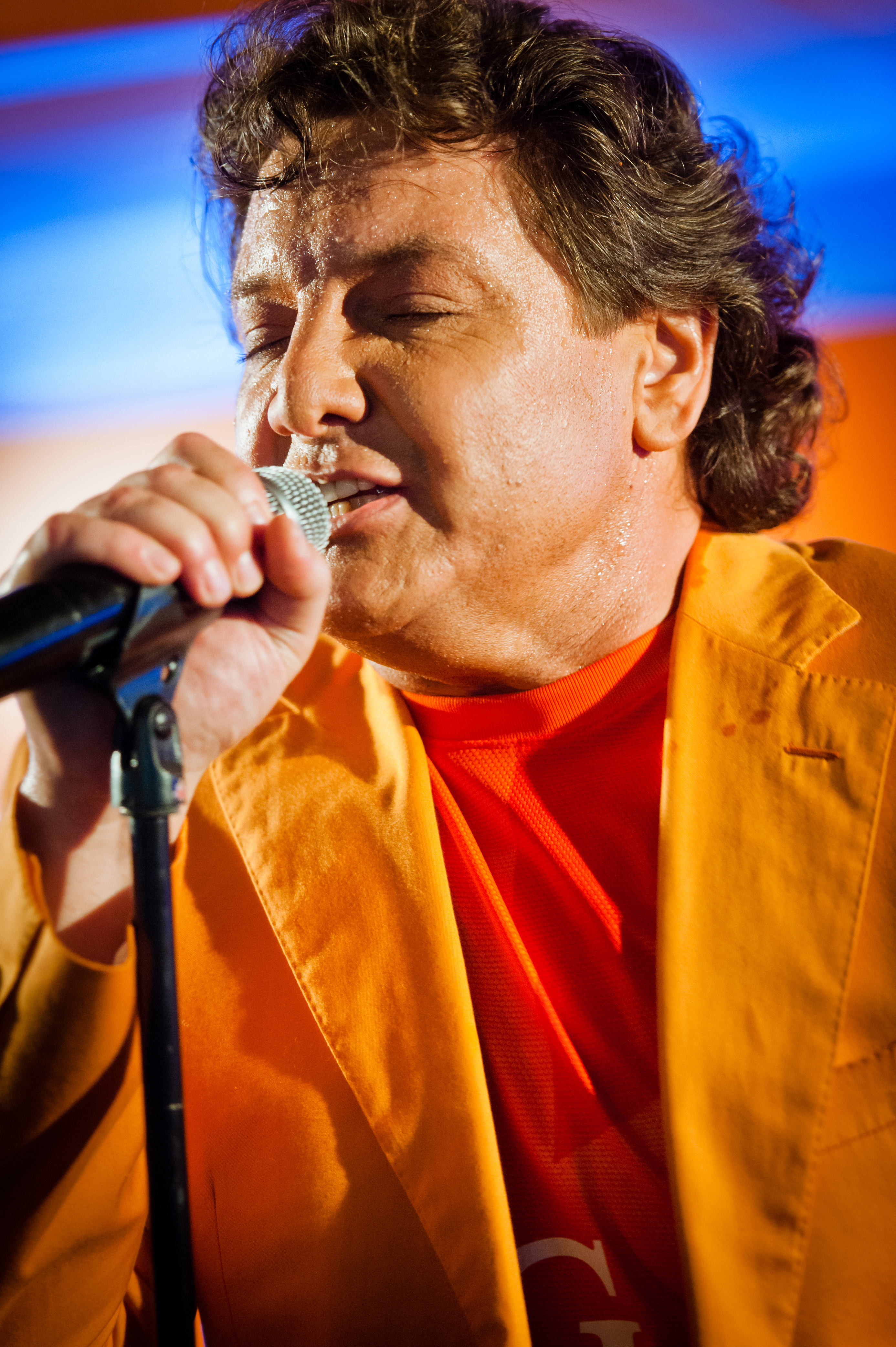
René Froger (2012)

René Froger (* 5. November 1960 in Amsterdam) ist ein niederländischer Sänger. Er bekam in seinem Heimatland zahlreiche Gold- und Platin-Schallplatten. Die Texte seiner Pop-Rock-Stücke singt er meist auf Englisch, es gibt aber auch niederländische Titel von ihm.

## Leben und Wirken
Erste musikalische Auftritte hatte Froger im Café seines Vaters. Ab Mitte der 1980er kamen erste Singles von ihm auf den Markt. Mit Winter in America hatte er 1988 seinen ersten Top-10-Hit in den Niederlanden. Ein Jahr später hatte er als Gastsänger mit der Gruppe Het Goede Doel mit Alles kan een mens gelukkig maken seinen ersten Nr. 1-Hit. In den 1990er Jahren hatte er vier Nummer-eins-Alben. 2005 schloss er sich der Band De Toppers an und nahm mit dieser beim Eurovision Song Contest 2009 teil.

## Diskografie

### Studioalben
| Jahr | Titel                | Höchstplatzierung, Gesamtwochen, AuszeichnungChartsChartplatzierungen (Jahr, Titel, Platzierungen, Wochen, Auszeichnungen, Anmerkungen) | Anmerkungen                             |
| Jahr | Titel                | NL | Anmerkungen                             |
| ---- | -------------------- | --- | --------------------------------------- |
| 1988 | Who Dares Wins       | NL8 Gold · (27 Wo.)NL | Erstveröffentlichung: 24. Juni 1988     |
| 1989 | You’re My Everything | NL30 (12 Wo.)NL | Erstveröffentlichung: 1. Dezember 1989  |
| 1990 | Midnight Man         | NL24 Platin · (26 Wo.)NL |                                         |
| 1991 | Matters Of The Heart | NL21 Platin · (33 Wo.)NL |                                         |
| 1993 | The Power of Passion | NL2 Platin · (33 Wo.)NL | Erstveröffentlichung: 5. November 1993  |
| 1994 | Walls Of Emotion     | NL1 ×2Doppelplatin · (33 Wo.)NL | Erstveröffentlichung: 11. November 1994 |
| 1996 | Illegal Romeo Part 1 | NL1 Gold · (26 Wo.)NL | Erstveröffentlichung: 30. August 1996   |
| 1998 | Home Again           | NL1 Gold · (22 Wo.)NL | Erstveröffentlichung: 9. Januar 1998    |
| 1999 | I Don’t Break Easy   | NL12 Gold · (13 Wo.)NL | Erstveröffentlichung: 1. Oktober 1999   |
| 2001 | Internal Affairs     | NL17 (10 Wo.)NL | Erstveröffentlichung: 19. Oktober 2001  |
| 2004 | Pure                 | NL11 (13 Wo.)NL | Erstveröffentlichung: April 2004        |
| 2007 | Doe maar gewoon      | NL8 Gold · (41 Wo.)NL | Erstveröffentlichung: 16. November 2007 |
| 2011 | Froger               | NL2 Gold · (12 Wo.)NL | Erstveröffentlichung: 11. November 2011 |
| 2016 | Dit is hoe het voelt | NL14 (4 Wo.)NL | Erstveröffentlichung: 4. November 2016  |

Weitere Studioalben
- 1994: Are You Ready For Loving Me (NL: ×2Doppelplatin )
- 2000: The Passion Tracks
- 2005: Pure Christmas (nur Super de Boer Supermarkets, NL: Gold)
- 2009: Happy Christmas (Re-release von Pure Christmas für den regulären Markt)

### Livealben
| Jahr | Titel                          | Höchstplatzierung, Gesamtwochen, AuszeichnungChartsChartplatzierungen (Jahr, Titel, Platzierungen, Wochen, Auszeichnungen, Anmerkungen) | Anmerkungen                          |
| Jahr | Titel                          | NL | Anmerkungen                          |
| ---- | ------------------------------ | --- | ------------------------------------ |
| 1995 | Live In Concert                | NL1 Platin · (52 Wo.)NL |                                      |
| 2004 | Live At The Arena              | NL49 Gold · (2 Wo.)NL |                                      |
| 2008 | Doe maar gewoon (Live in Ahoy) | NL15 (16 Wo.)NL | Erstveröffentlichung: Juni 2008      |
| 2013 | Liefde voor muziek             | NL3 (9 Wo.)NL | Erstveröffentlichung: 12. April 2013 |

### Kompilationen
| Jahr | Titel                                                   | Höchstplatzierung, Gesamtwochen, AuszeichnungChartsChartplatzierungen (Jahr, Titel, Platzierungen, Wochen, Auszeichnungen, Anmerkungen) | Anmerkungen                              |
| Jahr | Titel                                                   | NL | Anmerkungen                              |
| ---- | ------------------------------------------------------- | --- | ---------------------------------------- |
| 1992 | Sweet Hello’s & Sad Goodbyes                            | NL3 Platin · (122 Wo.)NL | Erstveröffentlichung: 9. Oktober 1992    |
| 2000 | All The Hits                                            | NL4 Platin · (40 Wo.)NL | Erstveröffentlichung: 5. Mai 2000        |
| 2002 | Sweet Hello’s & Sad Goodbyes Part II                    | NL9 (17 Wo.)NL | Erstveröffentlichung: 20. September 2002 |
| 2004 | The Platinum Edition                                    | NL1 (12 Wo.)NL |                                          |
| 2010 | ’k Heb je lief – 50 jaar de muziek, m’n fans, het leven | NL5 Gold · (19 Wo.)NL | Erstveröffentlichung: 29. Oktober 2010   |

Weitere Kompilationen
- 1995: The Ballads

### Singles
| Jahr | Titel Album                                           | Höchstplatzierung, Gesamtwochen, AuszeichnungChartsChartplatzierungen (Jahr, Titel, Album, Platzierungen, Wochen, Auszeichnungen, Anmerkungen) | Anmerkungen                                                      |
| Jahr | Titel Album                                           | NL | Anmerkungen                                                      |
| ---- | ----------------------------------------------------- | --- | ---------------------------------------------------------------- |
| 1988 | Winter In America Who Dares Wins                      | NL5 (9 Wo.)NL |                                                                  |
| 1989 | Alles Kan Een Mens Gelukkig Maken –                   | NL1 Gold · (12 Wo.)NL | mit Het Goede Doel                                               |
| 1989 | Are You Ready For Loving Me You’re My Everything      | NL17 (6 Wo.)NL |                                                                  |
| 1990 | Just Say Hello! Midnight Man                          | NL11 (8 Wo.)NL |                                                                  |
| 1991 | The Love Of The Year Midnight Man                     | NL35 (3 Wo.)NL |                                                                  |
| 1991 | Nobody Else Midnight Man                              | NL16 (8 Wo.)NL |                                                                  |
| 1991 | Still On Your Side Matters Of The Heart               | NL26 (5 Wo.)NL |                                                                  |
| 1992 | Woman, Woman Matters Of The Heart                     | NL29 (4 Wo.)NL |                                                                  |
| 1992 | Man With A Mission Matters Of The Heart               | NL35 (3 Wo.)NL |                                                                  |
| 1992 | Kaylee Matters Of The Heart                           | NL31 (3 Wo.)NL |                                                                  |
| 1992 | Your Place Or Mine –                                  | NL13 (7 Wo.)NL |                                                                  |
| 1992 | This Is The Moment – Live In Concert –                | NL25 (5 Wo.)NL |                                                                  |
| 1993 | Calling Out Your Name (Ruby) The Power Of Passion     | NL4 (13 Wo.)NL |                                                                  |
| 1993 | Why Are You So Beautiful The Power Of Passion         | NL8 (7 Wo.)NL |                                                                  |
| 1994 | Here In My Heart Walls Of Emotion                     | NL8 (7 Wo.)NL |                                                                  |
| 1995 | For A Date With You Walls Of Emotion                  | NL20 (5 Wo.)NL |                                                                  |
| 1995 | You’ve Got A Friend –                                 | NL3 (6 Wo.)NL | mit Marco Borsato, Ruth Jacott & The Frogettes                   |
| 1996 | Wild Rhythm Illegal Romeo Part 1                      | NL9 (7 Wo.)NL |                                                                  |
| 1996 | If You Don’t Know Illegal Romeo Part 1                | NL21 (5 Wo.)NL |                                                                  |
| 1996 | In Dreams Illegal Romeo Part 1                        | NL3 (13 Wo.)NL |                                                                  |
| 1997 | That’s When I’ll Stop Loving You Illegal Romeo Part 1 | NL19 (3 Wo.)NL | mit Anita Doth                                                   |
| 1997 | The Number One Illegal Romeo Part 1                   | NL17 (8 Wo.)NL |                                                                  |
| 1997 | Never Fall In Love Home Again                         | NL35 (2 Wo.)NL |                                                                  |
| 1999 | Crazy Way About You I Don’t Break Easy                | NL13 (9 Wo.)NL |                                                                  |
| 2002 | She ...A Song For Maxima –                            | NL38 (2 Wo.)NL |                                                                  |
| 2006 | Kon Het Elke Dag Maar Kerstmis Zijn –                 | NL6 (3 Wo.)NL | mit Kus, Chris & Viviënne                                        |
| 2007 | Doe Maar Gewoon                                       | NL7 (9 Wo.)NL |                                                                  |
| 2008 | Bloed Zweet En Tranen – EK Versie –                   | NL11 (4 Wo.)NL |                                                                  |
| 2008 | De zon schijnt voor iedereen –                        | NL29 (3 Wo.)NL |                                                                  |
| 2010 | ’k Heb je lief Froger                                 | NL23 (5 Wo.)NL |                                                                  |
| 2011 | Ogen weer geopend Froger                              | NL22 (6 Wo.)NL |                                                                  |
| 2012 | Samen Froger                                          | NL19 (2 Wo.)NL |                                                                  |
| 2021 | Bon gepakt –                                          | NL5 Diamant · (11 Wo.)NL | Erstveröffentlichung: 2. September 2021 Donnie feat. René Froger |

Weitere Singles
- 1988: Een Eigen Huis (Alles Kan Een Mens Gelukkig maken) (mit Het Goede Doel, NL: Gold)
- 2013: Daar sta je dan 2013 … (NL: Gold)
- 2014: Juich Voor Nederland (NL: Gold)

### Videoalben
- 2005: Live in de Arena (NL: Gold)